# Braune Strandschrecke
Die Braune Strandschrecke (Aiolopus strepens) ist eine Kurzfühlerschrecke aus der Familie der Feldheuschrecken (Acrididae). Sie ist im Mittelmeerraum sehr verbreitet und kommt in Mitteleuropa nordwärts nur bis ins Tessin, bis Südtirol, Südösterreich und Ungarn vor. Imagines der Braunen Strandschrecke sind vom Spätsommer bis ins nächste Frühjahr zu finden.

## Beschreibung
Die Braune Strandschrecke ist eine mittelgroße, relativ schlankflügelige Feldheuschrecke aus der Unterfamilie der Ödlandschrecken (Oedipodinae), deren Männchen zwischen 18 und 24 mm, Weibchen zwischen 22 und 32 mm Körperlänge erreichen.
Im Unterschied zur nahe verwandten Grünen Strandschrecke (A. thalassinus) ist sie verhältnismäßig kompakt gebaut mit relativ kurzen Hinterschenkeln, die in der Länge höchstens das 3,5fache der Höhe messen. Es kommen aber selten auch Tiere vor, die in dieser Hinsicht nicht eindeutig zuzuordnen sind. Wichtigstes Merkmal zur Unterscheidung ist deshalb die Form des Pronotums. Dieses ist bei strepens auf der Oberseite fast eben und im vorderen Bereich vor der mittleren Einschnürung nicht nochmals schwach eingeschnürt. Bei thalassinus ist es sattelförmig gewölbt und vorne ein zweites Mal eingeschnürt. Auch die Länge der Antennen liefert ein Unterscheidungsmerkmal, sie ist bei strepens kürzer als Kopf und Pronotum zusammen, bei thalassinus genauso lang.
Die Grundfärbung ist meist ein helles Braun, das seltener auch grün oder rot angehaucht ist, es kommen aber auch vollständig grün gefärbte Tiere vor, vor allem Weibchen. Das Pronotum ist meist einfarbig, selten mit einem breiten abgesetzten Längsstreifen auf der Oberseite, der sich auf der Oberseite des Kopfes fortsetzt. Die Hinterschienen sind überwiegend rot und nur auf dem basalen Drittel weißlich. Die transparenten Hinterflügel sind an der Basis oft bläulich eingefärbt, können hier aber auch völlig klar sein, im apikalen Teil sind sie bräunlich verdunkelt.
Es werden bis zu drei Unterarten beschrieben, die sich vornehmlich in der Färbung der Hinterflügel unterscheiden.

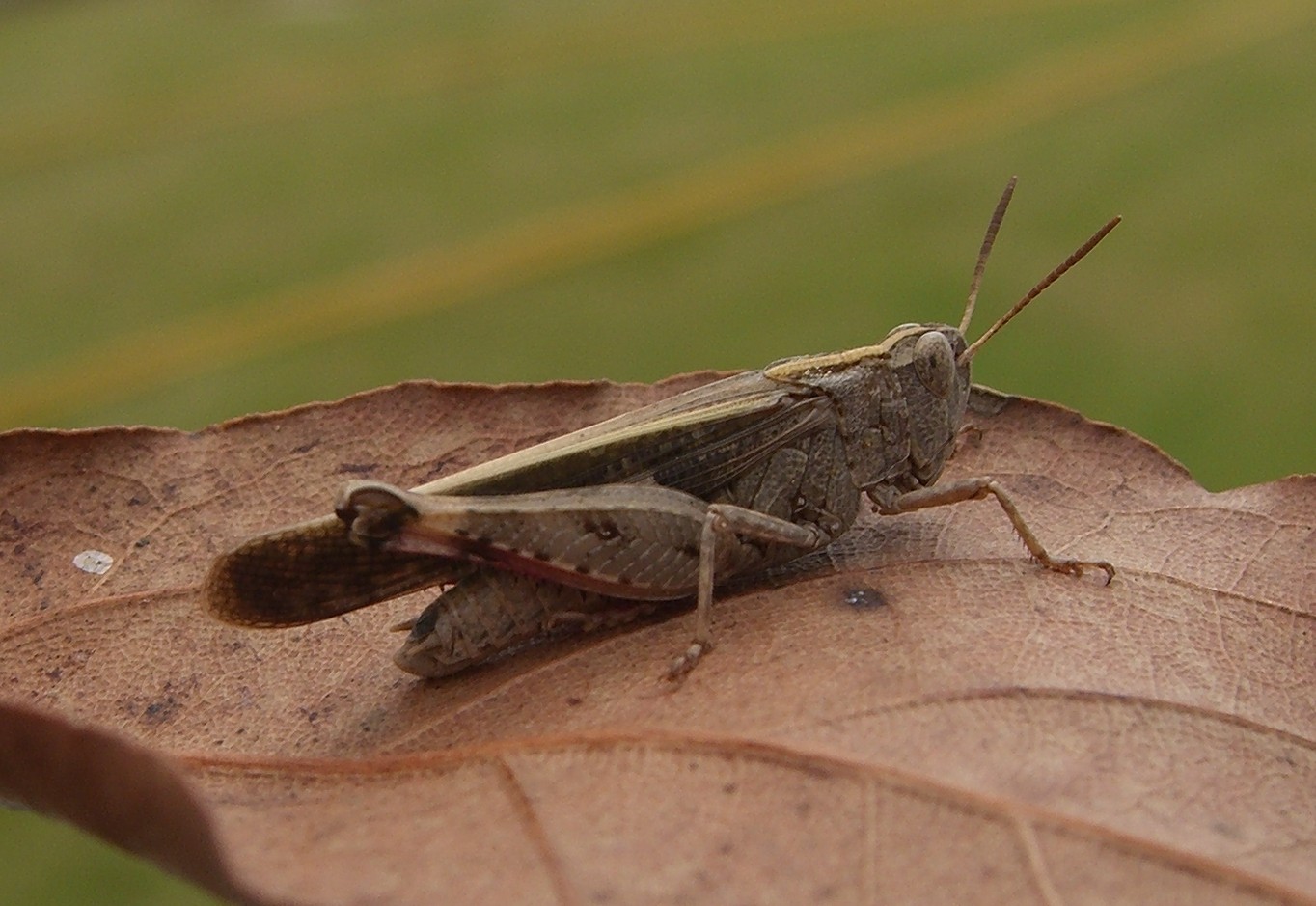
Männchen
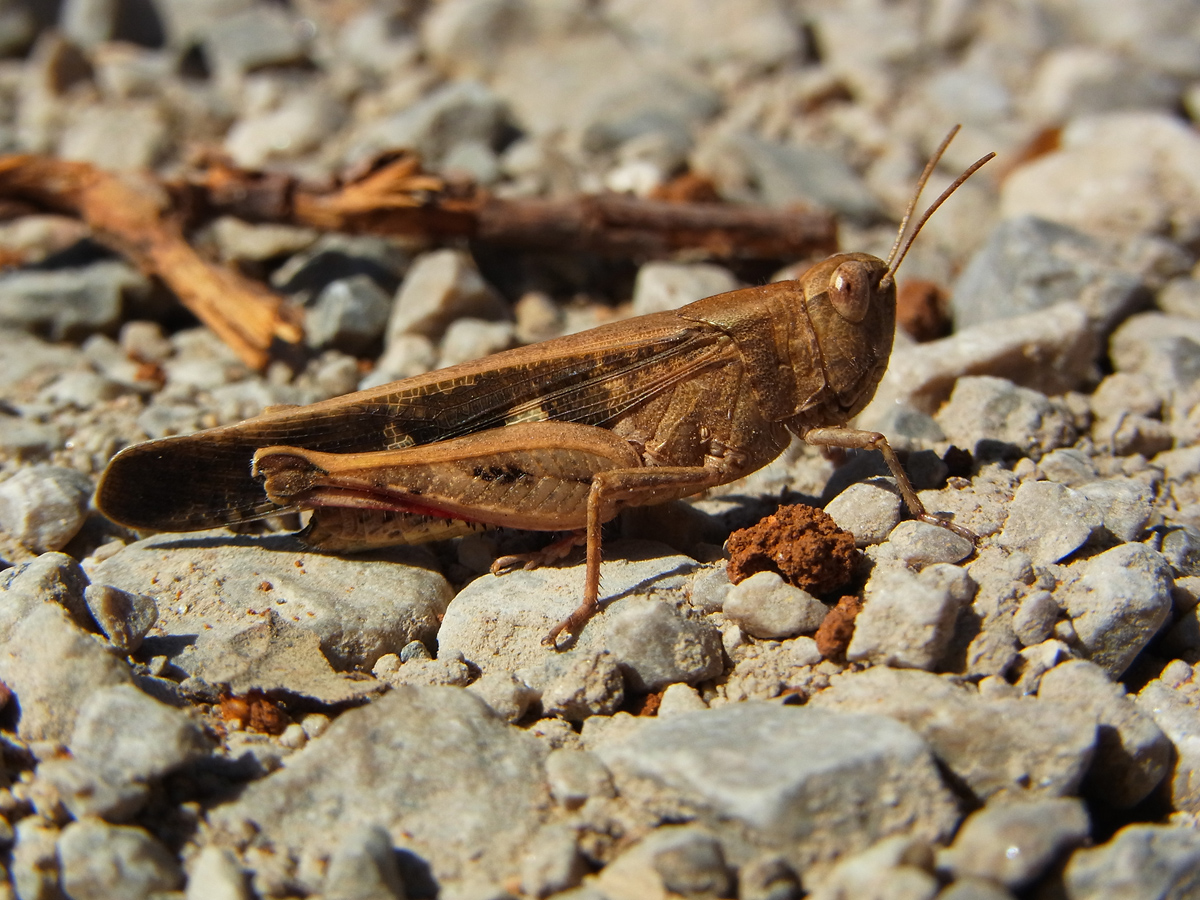
Weibchen
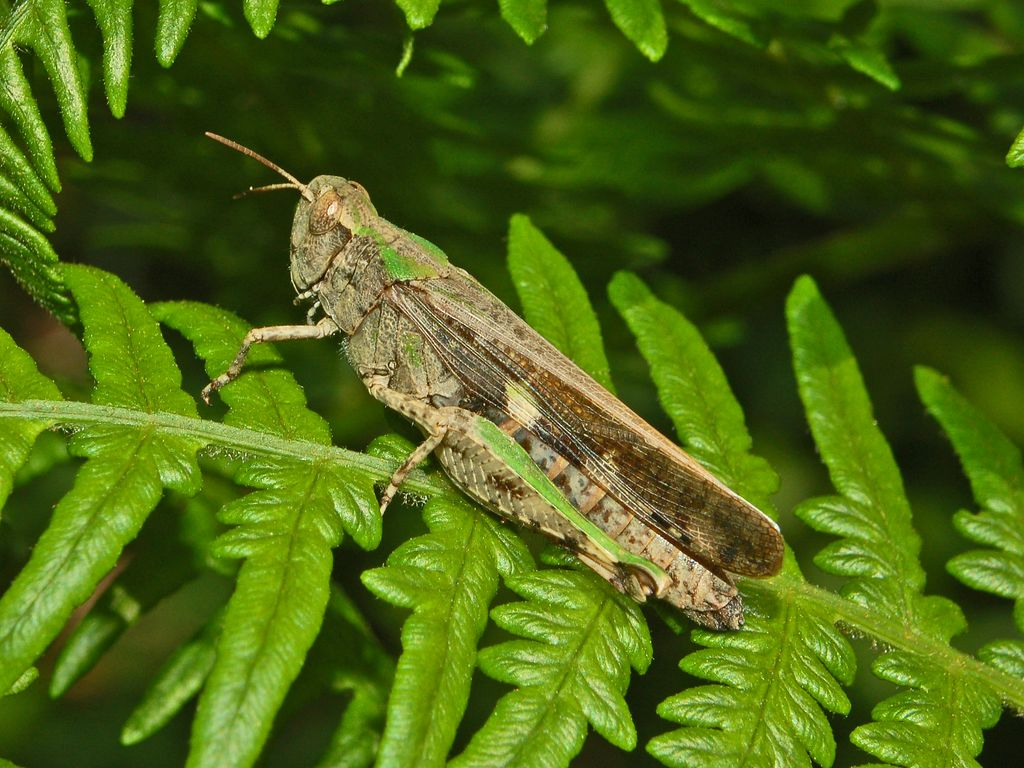
Grünlich gefärbtes Exemplar (Weibchen)

## Verbreitung
Die Braune Strandschrecke ist im ganzen Mittelmeerraum verbreitet und dort auch auf den Inseln (u. a. Balearen, Malta, Sardinien, Sizilien, Zypern) zu finden. Die Verbreitung reicht im Westen bis Marokko, zu den Kanarischen Inseln und bis Madeira, im Norden bis in das Tessin, nach Südtirol und Südösterreich, bis Ungarn und Rumänien. In Nordafrika ist die Art südwärts bis in den Sudan zu finden. Ferner erstreckt sich das Areal über Ägypten in den Nahen Osten und dort südlich bis nach Saudi-Arabien. Über Kleinasien verläuft es ostwärts bis Aserbaidschan sowie weiter südlich bis in den Iran und nach Pakistan.

## Lebensraum
Diese mediterrane Art ist wärmeliebender als die auch nördlicher verbreitete Grüne Strandschrecke und nimmt, wo beide Arten gemeinsam auftreten, wesentlich trockenwärmere Biotope an. Im Mittelmeerraum bevorzugt sie im Unterschied zu anderen Oedipodinae sonniges, aber nicht zu trockenes Ödland. Sie ist dort fast überall häufig.